# Râul Hamoș
Râul Hamoș este un afluent al râului Beregsău. 

## Hărți
- Harta județului Timiș